# Tomas Nilsson
Tomas Nilsson, född 1951, är en svensk jurist. Han är brottmålsadvokat och var ordförande för Sveriges advokatsamfund mellan åren 2007 till 2011.

## Utmärkelser
- H.M. Konungens medalj i guld av 8:e storleken i Serafimerordens band (2020) för framstående insatser för det svenska rättssamhället.[1]